# Halogy
Halogy is een plaats (község) en gemeente in het Hongaarse comitaat Vas. Halogy telt 311 inwoners (2001).